# توبوتو ألوكالالا
توبوتو ألوكالالا (بالإنجليزية: Tupoutoʻa ʻUlukalala) (17 سبتمبر 1985) هو ولي عهد تونغا ولقد أصبح توبوتو أولوكالالا وريثا للعرش في مارس 2012 عند أصبح والده، توبو السادس، ملك تونغا.